# Trichocyclus kokata
Trichocyclus kokata là một loài nhện trong họ Pholcidae. Loài này được phát hiện ở Nam Úc.